# Banjar Aur Utara
Banjar Aur Utara is een bestuurslaag in het regentschap Mandailing Natal van de provincie Noord-Sumatra, Indonesië. Banjar Aur Utara telt 1451 inwoners (volkstelling 2010).